# Ленні Кравіц
Леона́рд А́льберт «Ле́нні» Кра́віц (англ. Leonard Albert "Lenny" Kravitz, * 26 травня 1964, Нью-Йорк, США ) — американський рок-музикант, співак, композитор, актор.
Дідусь з боку батька був вихідцем зі звичайної українсько-єврейської сім'ї, що переїхала в Нью-Йорк. Прадід Ленні, Леонід Кравець, був корінним киянином.

## Біографія
Народився в сім'ї продюсера каналу «NBC TV News» Сая Кравіца українсько-єврейського походження, який народився в Нью-Йорку, та акторки Роксі Рокер, яка народилася в Маямі в сім'ї вихідців з Багамських островів і виросла в нью-йоркському Брукліні. Був названий на честь свого дядька, Леонарда Кравіца, який загинув під час Корейської війни. Його дід по батьковій лінії народився в Україні в єврейській родині. Прадід народився у Києві.
У ранні роки Кравіц не виховувався в релігійному середовищі. Після духовного досвіду у віці 13 років він почав відвідувати церкву і згодом став позаконфесійним християнином. Кравіц виріс, проводячи будні на Верхній Іст-Сайд Манхеттена зі своїми батьками, відвідуючи початкову школу, і проводячи вихідні в будинку своєї бабусі Бессі в районі Бедфорд-Стайвесант Брукліна.
Кравіц почав стукати по каструлях і сковорідках на кухні, граючи на них як на барабанах у віці трьох років. Він вирішив, що хоче стати музикантом у віці п'яти років. Він почав грати на барабанах і незабаром додав гітару. Він виріс, слухаючи музику, яку слухали його батьки: R&B, джаз, класику, оперу, госпел і блюз. Він сказав: «Мої батьки дуже підтримували той факт, що я полюбив музику з раннього віку, і вони водили мене на багато концертів». У віці близько семи років він побачив виступ The Jackson 5 у Медісон-сквер-гарден, і вони стали його улюбленими виконавцями. Його батько, який також був джазовим промоутером, дружив з Дюком Еллінгтоном, Сарою Вон, Каунт Бейсі, Еллою Фіцджеральд, Боббі Шортом, Майлзом Девісом та іншими джазовими величинами; Еллінгтон навіть зіграв «З днем народження» для нього на його п'ятий день народження.

## Позиція щодо України
В квітня 2022-го доєднався до акції «Stand Up For Ukraine», що збирає кошти на підтримку українців.

## Дискографія

### Студійні альбоми
- 1989 — Let Love Rule
- 1991 — Mama Said
- 1993 — Are You Gonna Go My Way
- 1995 — Circus
- 1998 — 5
- 2000 — Greatest Hits
- 2001 — Lenny
- 2004 — Baptism
- 2008 — It Is Time for a Love Revolution
- 2011 — Black and White America
- 2014 — Strut
- 2018 — Raise Vibration
- 2024 — Blue Electric Light

## Фільмографія
| Фільми | Фільми                | Фільми                                   | Фільми       |
| Рік    | Українською           | Мовою оригіналу                          | Роль         |
| ------ | --------------------- | ---------------------------------------- | ------------ |
| 1998   | Невгамовні            | The Rugrats Movie                        | Немовля      |
| 2001   | Зразковий самець      | Zoolander                                | Самого себе  |
| 2001   | Бути Міком            | Being Mick                               | Самого себе  |
| 2004   | Бунтарі               | Rebelde                                  | Самого себе  |
| 2007   | Скафандр і метелик    | The Diving Bell and the Butterfly (film) | Самого себе  |
| 2009   | Скарб                 | Precious                                 | медбрат Джон |
| 2011   | Сельма                | Selma                                    | Самого себе  |
| 2012   | Голодні ігри          | The Hunger Games                         | Цинна        |
| 2013   | Голодні ігри: У вогні | The Hunger Games: Catching Fire          | Цинна        |